# Actinote melini
Actinote melini är en fjärilsart som beskrevs av Felix Bryk 1953. Actinote melini ingår i släktet Actinote och familjen praktfjärilar. Inga underarter finns listade i Catalogue of Life.